# Saint-Nicolas-du-Pélem
Saint-Nicolas-du-Pélem è un comune francese di 1 825 abitanti situato nel dipartimento delle Côtes-d'Armor nella regione della Bretagna.

## Società

### Evoluzione demografica
Abitanti censiti